# ГЕС Алеко
ГЕС Алеко — гідроелектростанція на півдні Болгарії, у Південно-центральному регіоні, введена в експлуатацію у 1959 році. Друга за потужністю та найнижча у складі гідрокомплексу, до якого також відносяться ГЕС Батак та Пештера.
ГЕС Алеко не має власного водосховища, а працює на воді, що надходить по тунелю із розташованої вище станції Пештера. До цього тунелю також подається вода, відібрана за допомогою невеликої греблі зі Старої Реки (права притока Мариці). Тунель постачає ресурс до наземного машинного залу в долині Мариці, обладнаного трьома турбінами типу Френсіс. Перед машинним залом існує невеликий балансуючий резервуар із об'ємом 0,17 млн м3, створений бетонною греблею висотою 7 метрів. Відпрацьована вода відводиться до нижнього балансуючого резервуару, звідки потрапляє до іригаційної системи, сполученої із Марицею.
У 2001—2003 роках ГЕС Алеко пройшла реновацію.
Видача продукції відбувається по ЛЕП, що працює під напругою 110 кВ.